# ثريا بهجت
ثريا بهجت هي ناشطة نسوية فنلندية مصرية، وتعمل ضمن مشاريع اجتماعية وناشطة في حقوق المرأة في مصر.
في عام 2012، أسست مجموعة تحرير بودي جارد، وهي مجموعة مكونة من متطوعين ومتطوعات لمحاربة الاعتداءات الجنسية الجماعية ضد النساء في ميدان التحرير والمناطق المحيطة به.

## منظمة تحرير بودي جارد
قررت ثريا تأسيس منظمة تحرير بودي جارد وهي في طريقها إلى ميدان التحرير للانضمام إلى الاحتجاجات الجماهيرية المعترضة على العنف الجنسي المستمر.
قامت بإنشاء حساب للمنظمة على تويتر وبدأت بنشر نصائح السلامة وبطلب متطوعين للانضمام للصفحة. قالت في مقابلة مع صحيفة الأطلسي أنها صُدمت من عدد المنضمين إلى الصفحة الذي وصل إلى أكثر من 600 متابع في أول ساعتين. ثم قامت باختيار مجموعة من الأفراد الثقات لمساعدتها على تأسيس المنظمة وتجنيد المتطوعين. ما لبثت أن قامت بتجنيد العدد اللازم من المتطوعين فصممت زياً موحداً لهم بعد شراء 200 قطعة منه يضم خوذات بناء وسترات واقية من النيون، وكان الهدف من هذا الزي هو حماية المتطوعين وجعل رؤيتهم ممكنة في الليل.
تعمل منظمة تحرير بودي جارد بطريقتين: الأولى عبارة عن مجموعة دوريات وقائية تعمل على حماية النساء في ميدان التحرير والمناطق المحيطة به وتحديد الأماكن التي يمكن أن تحدث فيها هذه الاعتداءات، أما الطريقة الثانية فتقوم خلالها المجموعات بالاختلاط مع الجماهير لإنقاذ النساء اللواتي تم الاعتداء عليهن ونقلهن إلى سيارات الإسعاف المتمركزة خارج الساحة.
في البداية، لم تصرّح ثريا باسمها، وقامت بإجراء مقابلة مع Gawker في ديسمبر عام 2012 تحت اسم مستعار. وفي فبراير 2013، تم الكشف عن اسمها وعملها حسب وكالة اسوشيتد برس.
عند توقف نشاطات المنظمة في ميدان التحرير كانت المنظمة تعقد دورات مجانية لتعليم النساء كيفية الدفاع عن أنفسهن في الشوارع.

## الدفاع عن حقوق المرأة والمشاركة المجتمعية
تعمل ثريا أيضا مع منظمة «جيل الفتاة» كعضو في الفريق الاستشاري الاستراتيجي، وهي حركة تقودها إفريقيا لإنهاء ختان الإناث وتشويه الأعضاء التناسلية للأنثى.
أطلقت إليسا صيدناوي، عارضة وممثلة مصرية إيطالية ناشطة في الأعمال الخيرية، على ثريا لقب الصديقة والمتعاونة على موقع المنظمة.
في عام 2014، أصبحت ثريا واحدة من أمناء منظمة غير ربحية لتعزيز التعلم الإبداعي من خلال برامج خاصة لما بعد الدراسة للشباب المحرومين في مصر وغيرها من البلدان. وبين عامي 2008 و2012، عملت في مجلس إدارة مركز شباب الجزيرة.

## ظهورها بين العامة
ظهرت ثريا مع زملائها في منظمة تحرير بودي جارد في أخبار فرانس 24 الوثائقية مع الصحفية الفرنسية سونيا دريدي للتحدث عن «التحرش الجنسي: مرض منتشر في مصر». وتضمّن البرنامج الوثائقي مقابلات مع منى الطحاوي ونشطاء مصريين آخرين في المنظمة أثناء قيامهم بعملهم وخروجهم في دوريات بالقرب من ميدان التحرير.
في مارس 2013، ظهرت ثريا جنبا إلى جنب مع إباء التميمي في حلقة خاصة من البرنامج المشهور جدا «البرنامج» للمقدم باسم يوسف. وخصصت الحلقة بالكامل لمعالجة قضية التحرش الجنسي بالنساء في مصر، واستخدمت الفكاهة والسخرية لتبديد الكثير من المفاهيم الخاطئة حول هذا الموضوع لا سيما تلك التي تضع اللوم على النساء.
في مايو 2013، ألقت ثريا خطابا حول المرأة في مصر في منتدى الحرية في أوسلو بعنوان «صوت المرأة هو الثورة». ووصفت في خطابها الشجاعة التي أظهرونها النساء في اعتصامهن جنبا إلى جنب مع الرجال أثناء الثورة المصرية في عام،2011 واستنكرت الاعتداءات والمضايقات التي واجهنها منذ ذلك الحين. كما سلطت الضوء على انتشار الاعتداءات الجنسية في ميدان التحرير والجهود التي يبذلها المدنيون لمكافحتها، وقالت «نحن نخوض قتال، ولسنا خائفين». وأضافت أيضا «عندما حاولوا إسكات النساء المصريات أصبحنا أكثر تحديا». بعد إنهاء خطابها شاركت ثريا في حلقة نقاش بعنوان «النساء تحت التهديد» التي شملت أيضا الصحفية اللبنانية جنان موسى والصحفية البريطانية والمحامية عافوه هيرش والشريك المؤسس والمدير التنفيذي المساعد لمؤسسة بانزي الأمريكية لي آن دو ريوس. وقامت الصحافية فيليبا توماس ومقدم أخبار تلفزيون هيئة الاذاعة البريطانية بإدارة حلقة النقاش بينهن.

## الأوسمة والجوائز
في سبتمبر 2015، كانت ثريا واحدة من 22 شابا من القادة العرب المختارين لبرنامج البوندستاغ الألماني الدولي للمنح الدراسية البرلمانية.
في أبريل 2015، اختارها معهد العلوم السياسية والحكومة الفرنسية لتكون واحدة من 22 امرأة يعتبرن زعيمات المستقبل في دول البحر المتوسط. وفي مارس 2014، اختيرت لتكون واحدة من المتدربات في وزارة الإرشاد العالمية للمرأة قسم الخارجية الأمريكية/مجلة فورتشن والتي عقدت بالتعاون مع منظمة الأصوات الحيوية.

## التعليم
تخرجت ثريا من الجامعة الأمريكية في القاهرة.